# Eumerus lucidus
Eumerus lucidus är en tvåvingeart som beskrevs av Friedrich Hermann Loew 1848. Eumerus lucidus ingår i släktet månblomflugor, och familjen blomflugor.
Artens utbredningsområde är Grekland. Inga underarter finns listade i Catalogue of Life.